# CompTox Chemicals Dashboard
CompTox Chemicals Dashboard és una base de dades en línia d’accés lliure creada i mantinguda per l'Environmental Protection Agency (Agència de Protecció Ambiental dels EUA o EPA). La base de dades proporciona accés a diversos tipus de dades incloent propietats fisicoquímiques, destinació i transport ambiental, exposició, ús, toxicitat in vivo i bioassaig in vitro. L’EPA i altres científics utilitzen les dades i models inclosos dins del Dashboard per ajudar a identificar productes químics que necessiten més proves i reduir l’ús d’animals en proves químiques. El Dashboard també s'utilitza per proporcionar accés públic a la informació dels plans d’acció de l’EPA, per exemple, al voltant de substàncies alquilants perfluorades.
Originalment titulat Chemistry Dashboard, la primera versió es va publicar el 2016. La darrera versió de la base de dades (versió 3.0.5) conté dades recollides manualment per a més de 875.000 productes químics i incorpora les darreres dades generades del programa de cribratge de gran rendiment, l'EPA's Toxicity Forecaster (ToxCast). El Chemical Dashboard incorpora dades de diverses bases de dades EPA anteriors en un paquet, incloent el ToxCast Dashboard, The Endocrine Disruption Screening Program (EDSP) Dashboard i la Chemical and Products Database (CPDat).